# Holotrichia danjoensis
Holotrichia danjoensis är en skalbaggsart som beskrevs av Miyake och Imasaka 1982. Holotrichia danjoensis ingår i släktet Holotrichia och familjen Melolonthidae. Inga underarter finns listade i Catalogue of Life.